# Mark Rolston
Mark Rolston (Baltimore, Maryland, 7 de diciembre de 1956) es un actor estadounidense, conocido por sus papeles de soporte en películas comercialmente exitosas como Aliens, Lethal Weapon 2, The Shawshank Redemption, The Departed y la franquicia de Saw.

## Carrera
Rolston interpretó el personaje de Mark Drake en Aliens (1986), Hans en Lethal Weapon 2 (1989), Stef en RoboCop 2 (1990), Bogs Diamond en The Shawshank Redemption (1994), J. Scar en Eraser (1996), Dennis Wilson en Daylight (1996), Wayne Bryce en Hard Rain (1998) y Warren Russ en Rush Hour (1998).
Rolston actuó en la película de Martin Scorsese de 2006 The Departed y en el telefilme de terror Backwoods. También ha aportado su voz en muchas producciones de televisión, cine y videojuegos.
También actuó en el episodio "Canamar" de Star Trek: Enterprise.

## Plano personal
Rolston nació en Baltimore, Maryland, hijo de Evelyn Beverly y Thomas George Rolston, un programador de sistemas informáticos.